# Mystique
Mystique (Raven Darkholme) is een personage uit de strips van Marvel Comics. Ze verschijnt vooral in strips van de X-Men. Ze werd bedacht door Chris Claremont en Jim Mooney en verscheen voor het eerst in Ms. Marvel #17 (mei 1978).
Mystique is een mutant met de gave tot gedaanteverandering. In haar natuurlijke vorm heeft ze een blauwe huid, rood haar en gele ogen, maar dankzij haar kracht kan ze vrijwel elke gedaante aannemen. Ze is al over de 84 jaar oud, maar dankzij haar mutatie ziet ze er nog jong uit. Ze is de biologische moeder van Nightcrawler en Craydon Creed, en de pleegmoeder van Rogue.
Het grootste deel van haar leven was Mystique een superschurk. Ze leidde onder andere de Brotherhood of Mutants, en diende als huurmoordenaar.
Mystique is een van de weinige biseksuele personages in een Amerikaanse stripreeks. Ze had een tijd een relatie met de mutante Destiny, hoewel Marvel uitgevers dit lange tijd niet hebben bevestigd.

## Biografie

### Destiny
Mystique’s exacte leeftijd is nog altijd onbekend. Er is eveneens geen bewijs dat ze als vrouw geboren is. Wel is bekend dat ze haar vriendin Destiny ergens begin 20e eeuw ontmoette. De exacte manier waarop ze elkaar ontmoetten is niet bekend. Maar van Destiny is bekend dat ze in 12 maanden tijd 13 visioenen had gezien over de late 20e en begin 21e eeuw. Hierna werd ze blind. Ze vroeg Mystiques hulp bij het vervullen van twee opdrachten: het ontcijferen van de voorspellingen en het voorkomen dat de ergste ervan zouden uitkomen. De twee vrouwen wisten dat dit niet gemakkelijk zou worden, en dat om te slagen social engineering nodig zou zijn.
Tientallen jaren werkten de twee samen. Op een gegeven moment verloor Mystique het contact met Destiny. Ze wist haar weer op te sporen en ontdekte dat ze werkte als archivaris in de Alamorgordo nucleaire onderzoeksinstelling in New Mexico. Ze wist niet zeker wat Destiny’s motivaties waren, maar vertrouwde haar genoeg om er niet naar te vragen.

### Sabretooth
Raven ontmoette daarna Victor Creed, beter bekend als Sabretooth. Ze gebruikte toen de identiteit van de overleden Duitse geheim agent Leni Zauber. Beide kregen de opdracht een wetenschapper in Berlijn te vermoorden. Na hun opdracht doken ze onder, waarbij Sabretooth ontdekte wie Mystique werkelijk was. De twee werden even verliefd, maar na een tijdje zette Mystique haar eigen dood in scène om Sabretooth te verlaten.
Wel bleek ze zwanger van hem te zijn en kreeg een zoon, Graydon Creed. Volgens sommige verhalen gaf ze hem op voor adoptie, volgens andere verhalen regelde ze van een afstand dingen voor hem. Ze hield Graydon in de gaten tot hij volwassen was. Ondanks dat hij de zoon was van twee mutanten bleek Graydon een gewoon mens te zijn.

### Nightcrawler
Al enkele jaren ging ook het gerucht rond dat Mystique de moeder was van Nightcrawler, maar echt veel was hier niet over bekend. Schrijver Chuck Austen “onthulde” uiteindelijk dat Nightcrawlers vader Azazel was, een demonisch ogende mutant. Toen Mystique Nightcrawler kreeg was ze getrouwd met Baron Christian Wagner.
Toen Nightcrawler werd geboren, werden zowel hij als zijn moeder aangezien voor demonen vanwege zijn uiterlijk. Mystique was daarom gedwongen ook haar tweede kind achter te laten.

### Rogue en de Brotherhood
Mystique werd uiteindelijk de adoptiemoeder van Rogue, een mutant die van huis was weggelopen. Destiny had in een van haar visioenen al gezien dat Rogue belangrijk voor hen zou zijn.
Mystique had in de afgelopen jaren haar bovenmenselijke gaven en criminele intenties zo goed verborgen weten te houden dat ze, als Raven Darkholme, al snel een positie wist te krijgen in de Defense Advanced Research Projects Agency (DARPA). Dit gaf haar toegang tot militaire geheimen en geavanceerde wapens, die ze beide van plan was te gebruiken voor haar eigen doeleinden.
Als hulp voor bij haar criminele activiteiten vormde Mystique haar eigen versie van de Brotherhood of Mutants, bestaande uit Avalanche, Blob, Destiny en Pyro. Deze nieuwe Brotherhood verscheen voor het eerst in het verhaallijn "Days of Future Past" en werd publiekelijk bekend toen ze probeerden Senator Robert Kelly, een fanatieke anti-mutanten politicus, te elimineren, maar gestopt werden door de X-Men.
Rogue, die door Mystique was getraind, sloot zich ook bij haar Brotherhood aan. Met haar hulp versloeg de Brotherhood zelfs bijna De Vergelders. Toen ze zich later bij de X-men voegde in de hoop dat Professor X haar beter kon helpen haar krachten te beheersen hield Mystique contact met haar.

### Freedom Force
Toen de anti-mutantenprotesten onder mensen toenamen en de overheid haar eigen anti-mutantenprogramma, Project Wideawake, lanceerde, besefte Mystique dat haar Brotherhood beter niet door kon gaan met hun criminele activiteiten. In plaats daarvan bood ze aan voor de overheid te werken. Om hun loyaliteit te bewijzen moesten ze Magneto arresteren.
De Brotherhood, nu Freedom Force genoemd, slaagde in deze opdracht, maar enkel omdat Magneto zich vrijwillig overgaf. Hierop werden hun oude misdaden vergeven. Tijdens een van hun latere missies kwam Destiny echter om het leven, een gebeurtenis die Mystique nooit helemaal verwerkte.

### X-Men
Jaren later infiltreerde Mystique de X-Men school, vermomd als een jonge mutant genaamd Foxx. De telepaat Emma Frost ontdekte wie ze in werkelijkheid was, waarna Mystique bekendmaakte zich bij de X-Men te willen aansluiten. Op advies van Nightcrawler trok ze zich eerst nog een tijdje terug, maar kwam later alsnog bij het team.
Toen Mystique zich later bij de X-Men voegde kreeg ze een relatie met Iceman. Deze relatie bleek een façade: Mystique bedroog de X-Men en zorgde ervoor dat Icemans krachten werden geblokkeerd.

## Krachten en vaardigheden
Mystique is een mutant met de gave tot gedaanteverandering. Ze kan de formatie van haar biologische cellen op commando veranderen en daardoor de vorm van een ander mens aannemen. Ook kan ze de stem van die ander nabootsten. In het begin waren haar krachten beperkt tot slechts het uiterlijk en stem van andere personen. Ze kon niet hun krachten of gaven, als ze die hadden, overnemen. Ook kon ze niet haar lichaamsmassa veranderen en zo veranderen in een persoon groter of kleiner dan zij.
Dit veranderde in de miniserie X-Men Forever uit 2001. Hierin werd Mystique blootgesteld aan een gevaarlijke dosis straling toen ze het leven van Toad redde. Dit veranderde Mystique’s verschijning in een meer reptielachtige vorm met schubben op haar huid, gelijk aan haar versie uit de X-Men films. Als bijverschijnsel werden haar krachten vergroot. Ze kan nu haar lichaam veranderen tot elke gewenste massa. Ook kan ze nu bijvoorbeeld zichzelf nachtzicht of vleugels geven. Ze kan zelfs bijna geheel tweedimensionaal worden. Haar lichaam geneest nu ook veel sneller en ze kan snel immuun worden voor een gif.
Als extra bijeffect van haar vormveranderingskrachten wordt haar lichaam bijna niet ouder. Ze is inmiddels ongeveer 84 jaar oud (sommigen zeggen 100), maar ziet er nog jong uit.

## Ultimate Mystique
In het Ultimate Marvel universum was Mystique een tijdje de geliefde van Charles Xavier. Maar tijdens een verblijf in het woeste land (Savage Land) met Magneto dumpte hij haar voor Emma Frost. Sindsdien heeft Mystique een grote haat tegen Xavier, wat haar tot loyale bondgenoot van Magneto maakt. Ze hielp Magneto onder ander ontsnappen uit de Triskelion door zijn plaats in de gevangeniscel in te nemen.

## Mystique in andere media

### Film
In de films X-Men, X2 en X-Men: The Last Stand, wordt Mystique gespeeld door Rebecca Romijn. Ze is de rechterhand en vertrouwelinge van Magneto, en vast lid van zijn mutantengroep. In haar natuurlijke vorm heeft ze net als in de strips rood haar en een blauwe huid. Haar huid is tevens bedekt met schubben. Mystique kan in de films, net als in de latere strips, veranderen in mensen groter of kleiner dan zij zelf.
In de eerste film ontvoert Mystique in opdracht van Magneto Senator Kelly door zich voor te doen als diens assistent. Op het eind van de film levert ze een gevecht met Wolverine, waarbij ze hem imiteert. Later benadert ze hem vermomd als Storm, maar Wolverine ruikt dat zij het is en steekt haar neer. Ze overleeft de aanval door zich als agent te vermommen, waarna ze door de toegesnelde politie wordt meegenomen en behandeld. Omdat Senator Kelly is overleden door Magneto’s mutatiemachine, neemt Mystique zijn plaats in.
In X2 bevrijdt Mystique Magneto uit zijn gevangenis na de plannen van William Stryker te hebben ontdekt. Ook helpt ze de X-Men en Magneto Strykers basis binnen te dringen door zich voor te doen als Wolverine.
In X-Men: The Last Stand, wordt Mystique betrapt en gevangen door de overheid. Wanneer Magneto haar komt bevrijden, schiet een van de bewakers een naald met daarin het geneesmiddel voor mutatie op hem af. Mystique vangt de naald op en verandert in een gewoon mens, zonder blauwe huid en met zwart haar. Magneto verlaat haar omdat ze niet langer een mutant is. Later in de film vertelt ze uit wraak de locatie van Magneto’s kamp.
In de prequelfilms X-Men: First Class, X-Men: Days of Future Past en X-Men: Apocalypse wordt Mystique gespeeld door Jennifer Lawrence

### Televisie
In de originele X-Men: animatie serie was Mystique de leider van de Brotherhood en bondgenoot van Apocalypse. Ze was ook Rogue’s pleegmoeder. Haar stem werd gedaan door Rachel Carpenter.
In X-Men: Evolution, is ze een meedogenloos en gevreesd personage. Ze is in deze serie ook in staat in dieren te veranderen, een gave die later nog verder wordt versterkt door Apocalypse wanneer ze een van zijn ruiters wordt. In deze vorm kan ze in meerdere dieren tegelijk veranderen (zoals een groep schorpioenen) en zelfs in een vloeibare vorm. In het begin helpt ze Magneto, maar aan het eind van seizoen 1 verlaat hij haar, waarna ze zelf de leiding over de Brotherhood op zich neemt. Ook in deze serie is Nightcrawler haar biologische zoon en Rogue haar pleegdochter. In de serie verloor Mystique Nightcrawler toen ze werd aangevallen door wolven en hem per ongeluk in de rivier liet vallen.